# Claude Ansgari
Claude Ansgari (nacida como Jacqueline Ansquer, 1947) es una escritora y académica francesa de literatura clásica. Debutó en la escritura en 1999 con Quatuor pour une clémentine.

## Obras
- Le passage des chats, La Part commune, 2011.
- L'éternelle jeunesse des nuages, La Part commune, 2008.
- Le sceau d'améthyste, La Part commune, 2006.
- Le bal des mouettes, La Part commune, 2004.
- L'orchestre des étoiles, La Part commune, 2003.
- Plume : lettre à un chat disparu, La Part commune, 2001.
- Quatuor pour une clémentine, La Renarde rouge, 1999.